# Benesse Art Site Naoshima

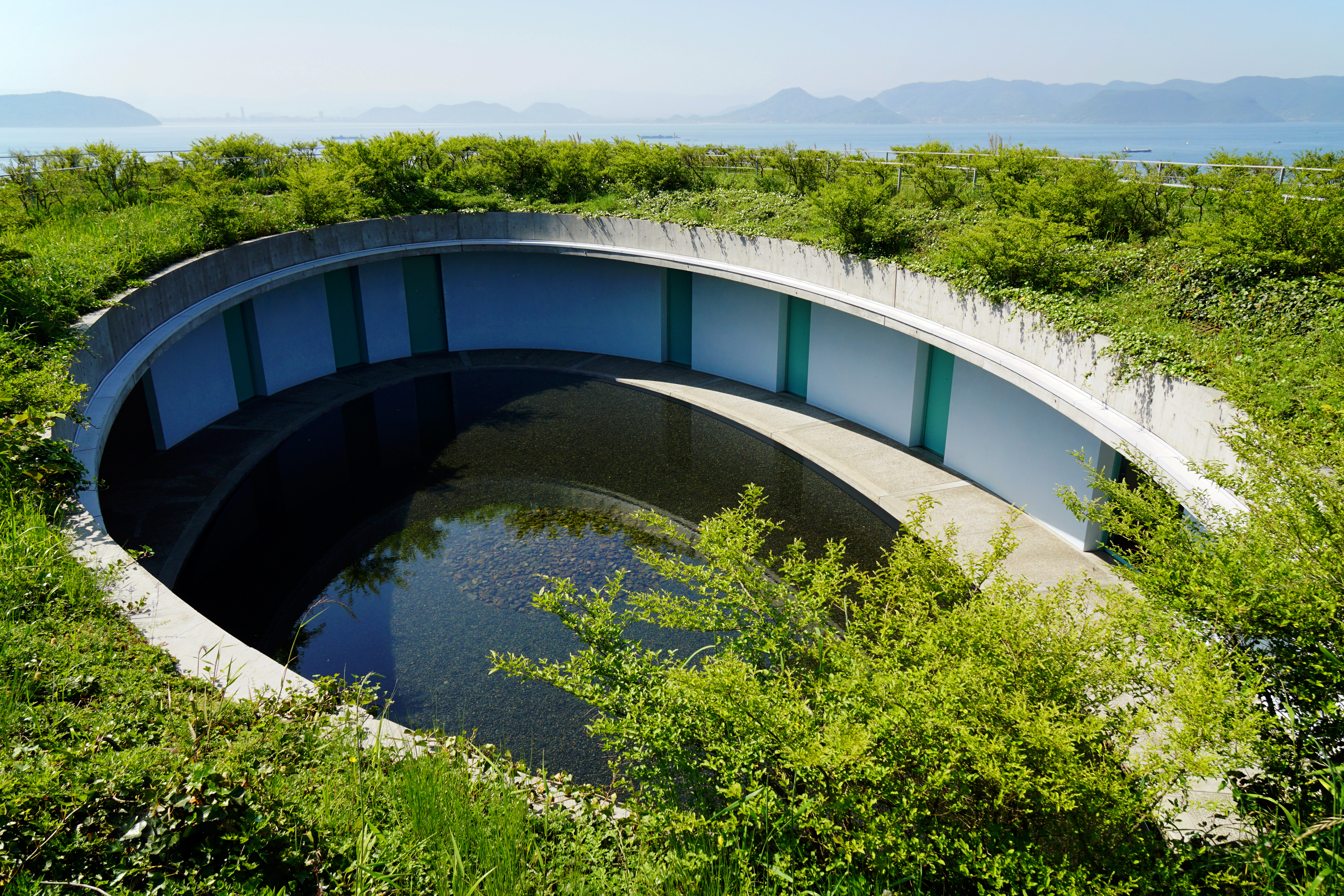
Benesse house Oval

Benesse Art Site Naoshima is de verzamelnaam voor de musea en kunstgerelateerde projecten op de Japanse eilanden Naoshima, Teshima en Inujima in de Japanse Binnenzee. Deze activiteiten worden georganiseerd door Benesse Holdings, Inc. en Fukutake Foundation.
Benesse Art Site Naoshima laat artiesten en architecten hun kunst op verschillende plaatsen op de eilanden tentoonstellen. Het doel van dit project is om moderne kunst en architectuur op een andere manier te laten zien, midden in de natuur op de eilanden.

## Geschiedenis
In 1985 kwamen Tetsuhiko Fukutake en Chikatsugu Miyake, de toenmalige burgemeester van Naoshima, samen. Tetsuhiko Fukutake wilde graag een plek voor kinderen van over de hele wereld om samen te komen. En Chikatsugu Miyake wilde van de zuidelijke kant van Naoshima een ongerepte en onderwijzende culturele plek maken. Zij besloten om hun plan samen verder te ontwikkelen. In 1989 was het Naoshima International Camp af. Dit werd gemaakt onder de supervisie van de architect Tadao Ando. De plek werd geopend voor het publiek, als een plaats waar men de ervaring kon opdoen van de Setouchi-natuur. Dit door middel van het overnachten in Mongolische joerten. In datzelfde jaar werd Karel Appel's Frog and Cat sculptuur het eerste permanente moderne kunstwerk op het eiland.
Benesse House opende zijn deuren in 1992. Hier kunnen gasten logeren en in hetzelfde gebouw worden er ruimtes vrijgehouden voor allerhande exhibities. Overal in het gebouw hangen er kunstwerken. In 1994 vond de OUT OF BOUNDS exhibition plaats. Deze liet kunstwerken zien rondom het museum. Een jaar later, in 1995, was Benesse House Oval klaar. Dit is een gebouw dat gecreëerd werd door de architect Tadao Ando. Nog een jaar later werden artiesten uitgenodigd om permanent werk te maken voor het Benesse House. Deze werken zijn enkel te zien op Naoshima en zijn nog steeds te bezichtigen in Benesse House.
1998, het Art House Project werd het eerste project buiten het museum en in volledige samenwerking met de plaatselijke bevolking. Drie jaar later vond de Standard exhibition plaats om het tienjarig bestaan van het Naoshima Contemporary Art Museum, en de bijkomende projecten die er tot dan toe hadden plaatsgevonden, te vieren.
In 2004 werden al deze projecten gebundeld onder de naam Benesse Art Site Naoshima. In datzelfde jaar opende het Chichu Art Museum. Dit museum is geen klassiek museum. Het is een samenwerking tussen kunst en architectuur. Het museum werd vanaf het begin van zijn bestaan een van de belangrijkste bezienswaardigheden op het eiland Naoshima.
Twee jaar laten opende Benesse House Park and Beach. Een nieuw hotel in dezelfde stijl als Benesse House. Het grote verschil is dat in Benesse House Park meer kamers beschikbaar zijn en dat het aan het strand ligt. Benesse House bevindt zich echter op een heuvel. In datzelfde jaar vond de Naoshima Standard 2 exhibition plaats.
In 2008 begon men op Inujima, een ander en kleiner eiland in de Japanse Binnenzee, het Inujima Art Project. Gelijklopend met dat op Naoshima, werden er nieuwe ruimtes gecreëerd die de samenwerking tussen architectuur en moderne kunst, bevorderden. In april opende het museum Seirensho.
Een jaar later voegde het Chichu Art Museum Claude Monet zijn Water Lilies, Cluster of Grass toe aan de collectie en opende het Naoshima Bath I Love You. Dit is een badhuis waar gasten kunnen baden terwijl ze naar kunstwerken kijken. Het wordt opengehouden door de Town-Naoshima Tourism Association en de Miyanoura District Association, twee organisaties zonder winstoogmerk. Hierdoor creëerde men wederom een nieuwe manier van samenwerken met de plaatselijke bevolking.
In 2010 opende het Lee Ufan Art Museum. Dit museum met kunstwerken van Lee Ufan, werd een nieuw belangrijk symbool voor Naoshima. 
In datzelfde jaar begon het Inujima Art House Project. Het project dat eerder al aan de gang was op Naoshima, werd nu ook een feit op Inujima. Ook op Teshima, een derde eiland, opende een nieuw museum. Een klein museum, enkel en alleen voor een installatie van de artiest Christian Boltanski. Het museum bevindt zich in een naaldbos en is genaamd Les Archives du Coeur. Daarnaast opende ook het Teshima Art Museum.
Eveneens in 2010, vond het Setouchi International Art Festival: 100-Day Art and Sea Adventure plaats.

## Kunst op Naoshima

### Chichu Art Museum
Het Chichu Art Museum opende zijn deuren in 2004. Het werd gebouwd als een plek ter herdenking van de relatie tussen de mensen en de natuur. Het museum is ontworpen door de architect Tadao Ando en bevat kunstwerken van Claude Monet, Walter De Maria en James Turrell. Dit zijn permanente werken. Alle kunstwerken hangen zo nauw samen met elkaar dat het een geheel vormt.
Om ervoor te zorgen dat het gebouw de natuur niet zou aantasten is het museum grotendeels ondergronds gebouwd. Al bevindt het museum zich onder de grond, wordt er toch gewerkt met natuurlijk licht. Het gebouw is op die manier gemaakt, dat het daglicht binnenvalt waar het moet binnenvallen. Zo veranderen de verschillende ruimtes ook van seizoen tot seizoen.
De werken van Claude Monet zijn vijf grote schilderijen van zijn Water Lilies serie. De ruimte waarin ze hangen is zodanig geconstrueerd dat de schilderijen er in geïntegreerd worden. Bij Walter De Maria is de hele ruimte is een kunstwerk, het werk is getiteld: Time/Timeless/No Time. De laatste artiest is James Turrell. De ruimte in het museum is een lichtinstallatie. Hij brengt licht naar voren als kunst.

### Lee Ufan Museum
Dit museum is het resultaat van een samenwerking tussen de artiest Lee Ufan en de architect Tadao Ando. Het deels ondergrondse gebouw is ontworpen door Tadao Ando. In het museum bevinden zich werken van Lee Ufan. De verschillende kunstwerken komen uit een tijdsspanne van 1970 tot en met 2010. Het was de bedoeling om een bepaalde stilte te creëren, waarin de toeschouwers, omringd door de zee en de bergen, rust zouden vinden.
Lee Ufan werd geboren in 1936 te Korea. Hij studeerde filosofie aan de Nihon University in Tokio en werd Professor Emeritus aan de Tama Art University.

### Naoshima New Museum of Art
Het Naoshima New Museum of art (NNMA) werd ook ontworpen door Tadao Ando en bevindt zich op een heuveltop bij het district Homura. Het gebouw telt drie verdiepingen en opent in 2025. 

### Art House Project
Het Art House Project is een project dat door het district Honmura te Naoshima loopt. Het bevat zeven huizen: Kodoya, Minamidera, Kinza, Go'o Shrine, Ishibashi, Gokaisho en Haisha.
Het project heeft zeven lege huizen in Honmura gerestaureerd. In de plaats van deze huizen gewoon op te knappen, heeft men kunstwerken gemaakt van deze huizen. De kunstenaars deden dit met in het achterhoofd het huis hoe het vroeger was, toen er nog mensen in woonden, ontmoetingen plaatsvonden en zo voorts. De buurtbewoners werken er als vrijwilligers. In tegenstelling tot de andere musea, is dit project niet enkel gefocust op kunst en natuur, maar vooral op de mensen die leefde op Naoshima.

#### Kadoya

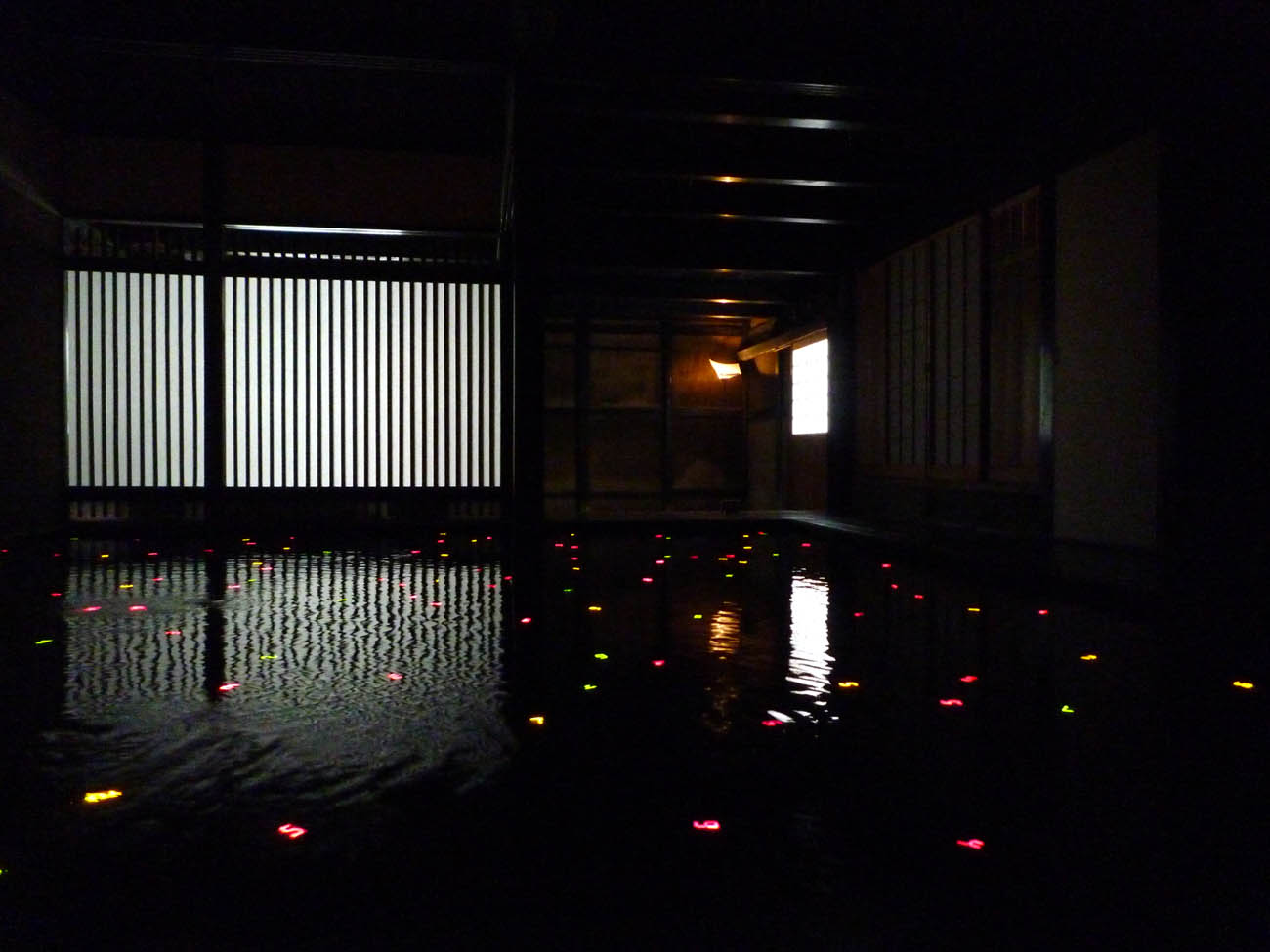
Sea of time in Kadoya

Kadoya is een bijna 200 jaar oud huis en was het eerste art house dat werd afgewerkt. Bij het restaureren werd er gebruikgemaakt van Japans plaaster, gerookte cederhouten planken, en traditionele tegels. Binnenin het huis kan men het kunstwerk Sea of Time '98 van Tatsuo Miyajima bezichtigen. Het kunstwerk werd gemaakt in samenwerking met de plaatselijke bevolking.

#### Minamidera
Minamidera bevindt zich in het historische en culturele hart van Naoshima, vlak bij een boeddhistische tempel en een shintoïstische schrijn. Het is geen gerestaureerd huis, maar een nieuw gebouw dat gebouwd werd op de plaats waar vroeger een tempel stond. De tempel was een plaats waar mensen bijeenkwamen. Het gebouw is ontworpen door Tadao Ando en het kunstwerk, Backside of the Moon, 1999, dat zich bevindt in het gebouw van James Turrell.

#### Kinza
Kinza is een huis van meer dan een eeuw oud. Men heeft het originele dak en de basisstructuur behouden, maar heeft de rest van het huis omgevormd tot een kunstwerk. Het werk is gemaakt door Rei Naito en heeft de titel Being Given. Mensen die het bezichtigen gaan een voor een naar binnen.

#### Go'o Shrine

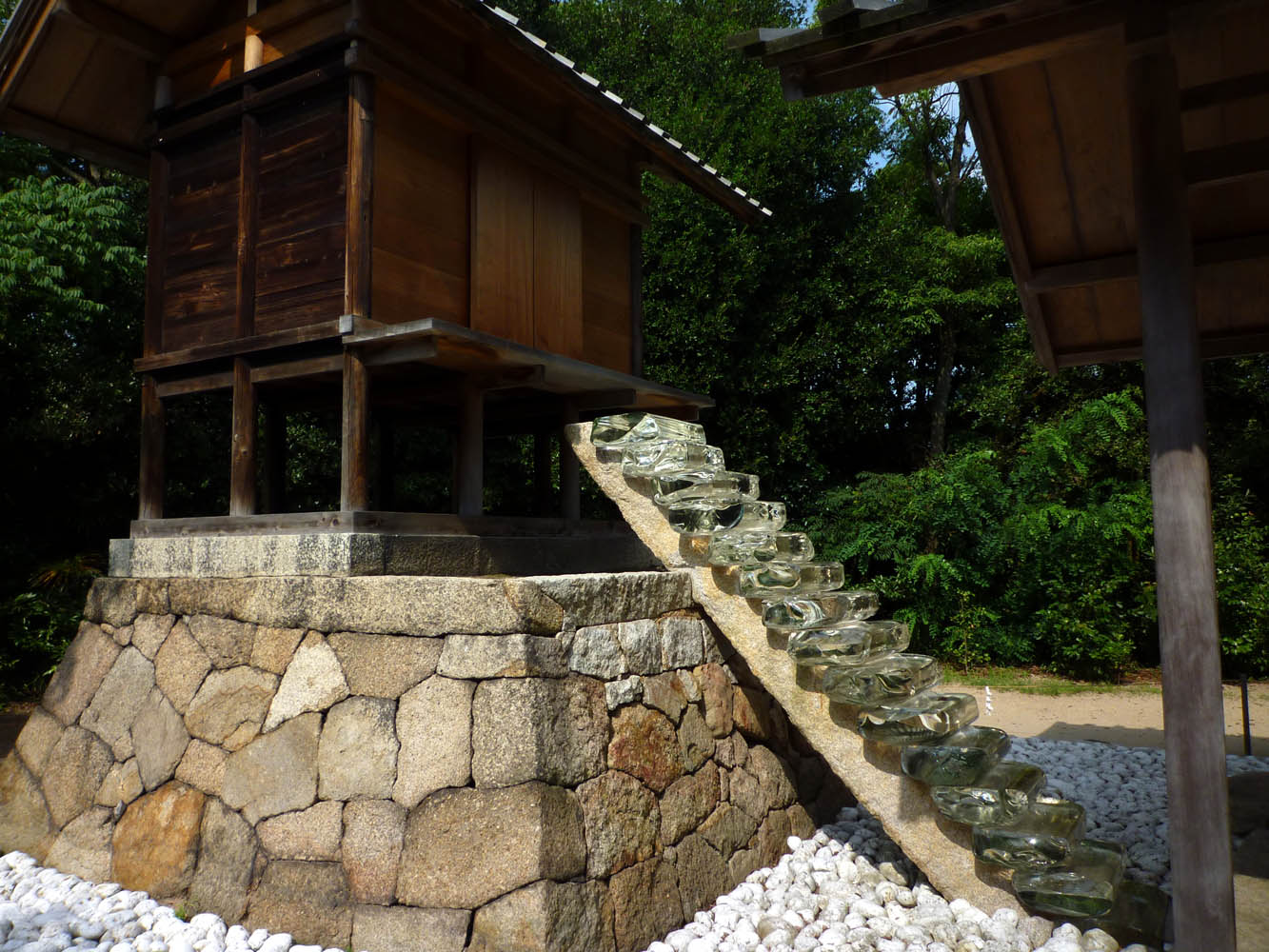
Go'o Shrine te Naoshima

De Go'o Shrine staat al op dezelfde plek sinds de Edo periode. Deze werd gerestaureerd en er werd een nieuwe structuur aangelegd voor de schrijn. Er loopt nu een glazen trap van de schrijn naar een ondergronds gedeelte. De glazen trap bevat een optische illusie waardoor het op ijs kan lijken. De artiest die deze schrijn restaureerde en er de bijkomende gedeelten aan maakte is Hiroshi Sugimoto. Hij deed dit in samenwerking met Masaru Kimura en Toshio Shitara. Het werk draagt de titel Appropriate Proportion en kwam tot stand in 2002.

#### Ishibashi
Dit huis werd ongeveer een eeuw geleden bewoond door de Ishibashi familie. Een van de industrieën die actief was op Naoshima in die periode, was de zoutindustrie. De Ishibashi familie zat in deze handel. De architecten die hieraan werkten zijn Hiroshi Senju en Yuji Akimoto. De kunstwerken binnenin en buiten het gebouw zijn eveneens van Hiroshi Senju en zijn getiteld The Falls en The garden of Ku.

#### Gokaisho
Gokaisho betekent 'een ontmoetingsplaats om go te spelen'. Vroeger was dit eveneens een ontmoetingsplaats voor go-spelers. De artiest Yoshihiro Suda plaatste hier een gebouw samen met Yuji Akimoto. Yoshihiro Suda maakte een kunstwerk dat geïnspireerd is op een schilderij van Hayami Gyoshu Falling Camellia.

#### Haisha
Haisha is het Japans voor 'tandarts'. Dit huis was vroeger de woon- en werkplaats van een tandarts. Het huis is, in tegenstelling tot de andere huizen, helemaal getransformeerd naar een modern kunstwerk. De artiest die dit huis voor zijn rekening nam is Shinro Ohtake. Het kunstwerk draagt de titel Dreaming Tongue, dit staat voor de herinneringen en dromen die voortkomen uit smaken en aroma's die we waarnemen in de mond. In het huis zijn de muren behangen met allerlei foto's en tekeningen op een scrapboek-achtige wijze.

### Benesse House Museum

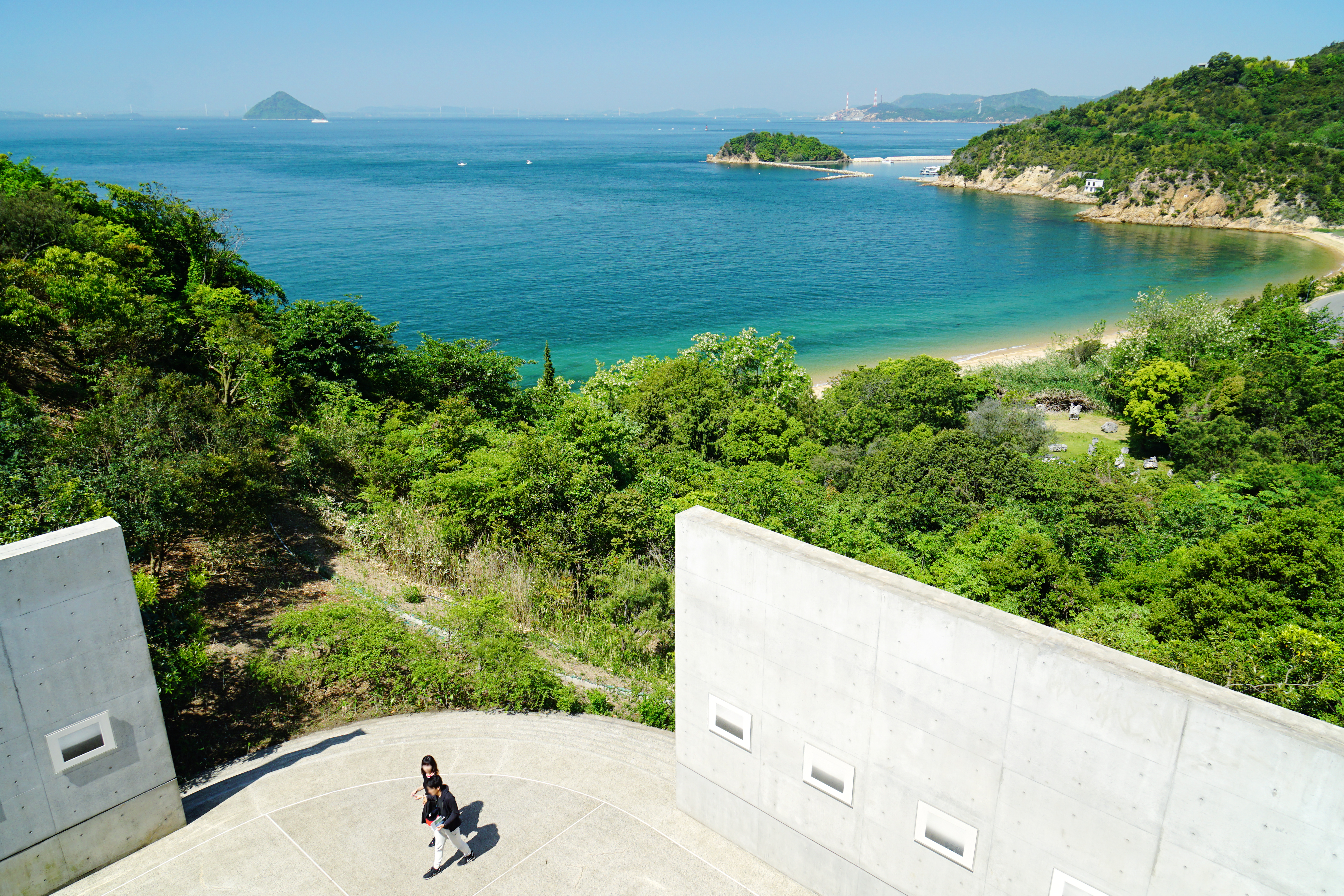
Foto van het uitzicht vanuit Benesse house

Deze plek opende in 1992 als een combinatie van een museum en een hotel. Ze zijn in elkaar verwerkt. Het is ontworpen door Tadao Ando.
Het museum bevat langs de ene kant een collectie die gemaakt is voor het Benesse House Museum. De artiesten konden zelf kiezen waar en hoe het kunstwerk er zou komen. Deze werken zijn onder anderen van: Yoshihiro Suda, Richard Long, Kan Yasuda, Jannis Kounellis, Walter De Maria en Cia Guo-Qiang. Daarnaast zijn er ook andere kunstwerken. Deze zijn onder meer van: Shinro Ohtake, Alberto Giacometti, Jackson Pollock, Jennifer Bartlett, Andy Warhol, James Turell en nog vele anderen.
De kunstwerken zijn niet gevestigd in één deel van het gebouw; ze zijn ook rond het gebouw, in de natuur, in de eetzaal of in de gang te vinden. Ook de natuur is deel van het gebouw. Er bevinden zich namelijk kleine plantjes in een binnenmuur van Benesse House Museum.
Hotel Benesse House is de andere zijde van het Benesse House Museum. Hier bevinden zich kamers, een restaurant, een café, een spa en een souvenirs winkel.

### Ando Museum
Het Ando Museum is een klein, honderd jaar oud huis gecombineerd met een betonnen gebouw, dat ontworpen is door Tadao Ando zelf. In het museum wordt de geschiedenis van het eiland en de rol van Ando daarin uitgelegd. En dit aan de hand van schetsen, foto's en zo voorts.

### Miyanoura Gallery 6
Miyanoura Gallery 6 opende in de zomer van 2013 en is een plek voor bezoekers en de lokale bevolking om samen te komen. Het was vroeger overigens een Japanse amusementen hal met gokspelen. Miyanoura Gallery 6 is ontworpen door de architect Taira Nishizawa. En in de galerij vinden tijdelijke exhibities plaats.

### Naoshima Bath
Naoshima bath, I Love You  is gemaakt door de artiest Shinro Ohtake. Ohtake is een schilder, installatie kunstenaar en boekenkaft illustrator. Het is een badhuis gecombineerd met een groot kunstwerk. Zowel lokale bewoners als toeristen kunnen er baden tussen de kunstwerken.

## Gemeenschapsprojecten op Naoshima
The Naoshima Rice-Growing Project
Dit project vindt plaats tussen de rijstvelden in het district Tsumuura van Naoshima. Vroeger werd er rijst verbouwd op Naoshima, dit hield op in de jaren 1970. In 2006 echter begon de plaatselijke bevolking, in samenwerking met de Naoshima Standard 2 Exhibition, weer met aan rijstbouw te doen. De mensen die de rijst verbouwen zijn voornamelijk mensen van de Fukutake Foundation en de plaatselijke bevolking. Hun doel is om de rijstvelden te doen herleven zoals vroeger.
Samenwerking met het Naoshima Noren Project
Het Honmura Noren Project werd opgericht in 2001, in samenwerking met de Standard Exhibition. De artieste Yoko Kano werd gevraagd om originele noren te maken en aan 14 deuren op te hangen. In 2004 werd de Naoshima Noren Project Excutive Committee opgericht. Deze blijven zich bezighouden met het project. Dit zijn voornamelijk mensen die wonen in het district Honmura, gesteund door de Benesse Holdings.

## Kunst op Teshima
Teshima is een verwant eiland van het grotere eiland Naoshima. De projecten op dit eiland werden later aangevat dan op Naoshima. Dit geldt ook voor Inujima.

### Les Archives du Coeur
Les Archives du Coeur is een kunstwerk van Christian Boltanski. Les Archives du Coeur is een installatie die opgenomen hartslagen van over heel de wereld laat horen. Boltanski is hier al mee bezig van in 2008. De installatie is in drie kamers is verdeeld. De eerste ruimte is de the Heart Room, hier staat een installatie/kunstwerk. In de tweede ruimte, de recording room, kan men zijn eigen hartslag opnemen, samen met een boodschap die men wil achterlaten. In de laatste ruimte, de listening room, kan men luisteren naar alle opnames die al gemaakt zijn sinds 2008.

### Teshima Art Museum
De kunst in het Teshima Art Museum werd gemaakt door de artieste Rei Naito en het gebouw werd ontworpen door Ryue Nishizawa. Het museum ligt op een heuvel en wordt omringd door rijstterrassen. Deze rijstbouw wordt mogelijk gemaakt door de hulp van de lokale bevolking. In het dak van het gebouw zijn er twee ovale openingen waardoor er licht, geluid en lucht binnenkomen.

### Teshima Yokoo House
Teshima Yokoo House is een samenwerking tussen de achrichtect Yuko Nagayama en de artiest Tadanori Yokoo. Dit gebouw was een oud privé huis dat is gerenoveerd en omgebouwd tot Teshima Yokoo House. De plek is opgedeeld in drie delen: Main House, Warehouse en Outhouse. In deze ruimtes worden 11 twee-dimensionale werken tentoongesteld. Zoals in vele andere musea en huizen op deze eilanden is de combinatie van licht, zonlicht, lucht en het huis zeer belangrijk.

## Kunst op Inujima

### Inujima Seirensho Art Museum
Het Inujima Seirensho Art Museum draait op herbruikbare energie. Het huist in een oude koperfabriek, die men tracht te behouden en hergebruiken. Het museum gaat onder het motto van het oude te doen herleven en het nieuwe te creëren.
De architect die het gebouw renoveerde is Hiroshi Sambuichi. Zoals de vele andere werken op de verschillende eilanden is er op architecturaal vlak vooral gewerkt met de natuurlijke omgeving. Binnenin het gebouw vindt men kunst terug van Yukinori Yanagi, die Yukio Mishima, een schrijver uit de vorige eeuw, gebruikte als hoeksteen. Onder meer objecten uit zijn huis, zijn perspectieven en ideeën werden gebruikt. Yukio Mishima stond bekend om zijn ideeën rond het proces van Japan en zijn modernisering. De koperindustrie op Inujima was een veel belovende industrie en maakte deel uit van die modernisering, vandaag blijven daar echter enkel ruïnes van over. Door deze twee zaken te combineren tracht de artiest vragen te stellen omtrent de moderne Japanse maatschappij en de weg die het in de toekomst zal inslaan.

### Inujima Art House Project
Het Inujima Art House Project werd ontwikkeld door artistiek directeur Yuko Hasegawa en architect Kazuyo Sejima. Het bevat vijf kunstgalerijen, waarvan er drie, F-Art House, S-Art House en I-Art House in 2010 werden geopend. Later, in 2013 werden ook A-art House en C-Art House toegankelijk voor het publiek. De huizen zijn gemaakt van materiaal dat te vinden was op het eiland. De Kunstenaars die de huizen onderhanden namen zijn Kohei Nawa, Haruka Kojin, Jun Nguyen-Hatsushiba, Yusuke Komuta en Yusuke Asai.

## Andere eilanden
Naast deze drie eilanden zijn er nog vele andere eilanden in de Japanse Binnenzee. De kunstprojecten op enkele van deze eilanden behoren momenteel enkel tot Art Setouchi/ Setouchi Art Festival en nog niet tot de permanente projecten van Benesse Art Site Naoshima.